# Gaoligonga zhusun
Gaoligonga zhusun is een spinnensoort in de taxonomische indeling van de Mysmenidae.
Het dier behoort tot het geslacht Gaoligonga. De wetenschappelijke naam van de soort werd voor het eerst geldig gepubliceerd in 2009 door Miller, Griswold & Yin.